# Bezirk Sądowa Wisznia
Bezirk Sądowa Wisznia – dawny powiat (Bezirk) kraju koronnego Królestwo Galicji i Lodomerii, funkcjonujący w latach 1854–1867. Siedzibą starostwa było miasto Sądowa Wisznia.

## Historia
Bezirk Sądowa Wisznia utworzono w ramach reformy uwłaszczeniowej z okresu Wiosny Ludów (1848–1849), która likwidowała jurysdykcję właściciela ziemskiego nad poddanymi. W Galicji, dominium – jako podstawowa jednostka administracyjna i filar systemu feudalnego straciło rację bytu. Konieczne stało się zatem wprowadzenie nowego systemu administracyjnego, którego zręby powstały w latach 1851–1855. Nowy trójstopniowy podział administracyjny objął 21 cyrkułów (niem. Kreise), 179 małych powiatów (niem. Bezirke) i ponad 6000 gmin (niem. Gemeinde). 
Bezirk Sądowa Wisznia objął obszar o wielkości 5,2 mil², zamieszkany był przez 26.085 ludzi i podzielony na 42 gminy katastralne, w tym jedno miasto (Sądowa Wisznia). Wszedł w skład cyrkułu przemyskiego, jako jeden z jego dziewięciu powiatów. Powiat posiadał eksklawę, obejmującą Jaremków i Michalewice, otoczoną ze wszystkich stron obszarem Bezirk Rudki w cyrkuł samborski.
Po nadaniu Galicji autonomii oraz powołaniu samorządu gminnego i powiatowego w 1865 zlikwidowano cyrkuły (Kreise). Dotychczasowe małe powiaty (Bezirke) w liczbie 179, utrzymały się do 1867 roku, kiedy to w następstwie kolejnej reformy administracyjnej (23 stycznia 1867) zostały zastąpione przez 74 większych powiatów. Obszar zniesionego Bezirk Sądowa Wisznia wszedł wtedy w skład nowych powiatów mościskiego, gródeckiego i rudeckiego (vide podział w tabeli poniżej). 19 czerwca 1867 (gmina Dołhomościska) i 1 stycznia 1891 (gmina Milczyce) częściowo zmieniono granice tych powiatów. 10 stycznia 1869 do powiatu mościskiego przydzielono gminę Zarzecze, której przynależność administracyjna w chwili reformy nie została ustalona. 1 sierpnia 1878 gminę Dołhomościska włączono z powrotem do powiatu mościskiego.

## Podział administracyjny (1854)
| Lp. | Gmina jednostkowa                       | Powierzchnia | Ludność | Powiat w 1867 po zniesieniu |
| --- | --------------------------------------- | ------------ | ------- | --------------------------- |
| 1   | Sądowa Wisznia (M)                      | 3395         | 4698    | mościski                    |
| 2   | Bortiatyn                               | 1816         | 4698    | mościski                    |
| 3   | Księży Most                             | 143          | 4698    | mościski                    |
| 4   | Zagrody                                 | 434          | 296     | mościski                    |
| 5   | Arłamowska Wola                         | 2306         | 1126    | mościski                    |
| 6   | Chorośnica z Nowosielicą                | 1471         | 460     | mościski                    |
| 7   | Czyżowice                               | 563          | 275     | mościski                    |
| 8   | Dmytrowice z Łosiem                     | 1854         | 856     | mościski                    |
| 9   | Dołhomościska                           | 2460         | 995     | mościski                    |
| 10  | Doliniany z Popielami i Komorowszczyzną | 1231         | 463     | gródecki                    |
| 11  | Dobrzany z Putiatyczami                 | 3197         | 1238    | gródecki                    |
| 12  | Dydiatycze                              | 1537         | 394     | mościski                    |
| 13  | Jaremków                                | 309          | 105     | rudecki                     |
| 14  | Kulmatycze                              | 569          | 328     | mościski                    |
| 15  | Milatyn z Barem                         | 1955         | 798     | gródecki                    |
| 16  | Makuniów                                | 2222         | 877     | mościski                    |
| 17  | Michalewice                             | 1222         | 1297    | rudecki                     |
| 18  | Wołczuchy                               | 1568         | 704     | gródecki                    |
| 19  | Milczyce                                | 1709         | 743     | mościski                    |
| 20  | Mokrzany Małe                           | 1020         | 412     | mościski                    |
| 21  | Mokrzany Wielkie                        | 1015         | 334     | mościski                    |
| 22  | Hołodówka                               | 1844         | 227     | mościski                    |
| 23  | Kocierzyn                               | 2720         | 126     | mościski                    |
| 24  | Nikłowice                               | 2720         | 942     | mościski                    |
| 25  | Orchowice                               | –            | 339     | mościski                    |
| 26  | Podliski                                | 1442         | 926     | mościski                    |
| 27  | Wiszenka                                | 1361         | 187     | mościski                    |
| 28  | Mistyce                                 | 1726         | 598     | mościski                    |
| 29  | Sanniki                                 | 1726         | 227     | mościski                    |
| 30  | Szeszerowice                            | 578          | 246     | mościski                    |
| 31  | Królin                                  | 452          | 361     | mościski                    |
| 32  | Piaski                                  | 1150         | 141     | mościski                    |
| 33  | Tuligłowy                               | 1150         | 342     | mościski                    |
| 34  | Zarzecze                                | 1467         | 432     | mościski                    |
| 35  | Stojańce                                | 2297         | 1070    | mościski                    |
| 36  | Słabasz                                 | 537          | 146     | mościski                    |
| 37  | Słomianka                               | 537          | 389     | mościski                    |
| 38  | Twierdza                                | 1892         | 762     | mościski                    |
| 39  | Wojkowice                               | 698          | 404     | mościski                    |
| 40  | Zawadów                                 | 334          | 253     | mościski                    |
| 41  | Wołostków                               | 2330         | 929     | mościski                    |
| 42  | Wołczyszczowice                         | 1636         | 539     | mościski                    |

Objaśnienie:
(M) = miasto; (m) = miasteczko